# 欧日 (约讷省)
欧日（法語：Augy，法語發音：[oʒi] ⓘ）是法国上法蘭西大區约讷省的一个市镇，属于欧塞尔区。

## 地理
欧日（47°46'0"N, 3°36'36"E）面积5.05 平方千米，位于法国勃艮第-弗朗什-孔泰大區约讷省，该省份为法国中北部内陆省份，西接卢瓦雷省，西北接塞纳-马恩省，南至涅夫勒省，东临科多尔省，东北与奥布省接壤。
与欧日接壤的市镇（或旧市镇、城区）包括：欧塞尔、约讷河畔尚、凯讷、圣布里勒维讷。

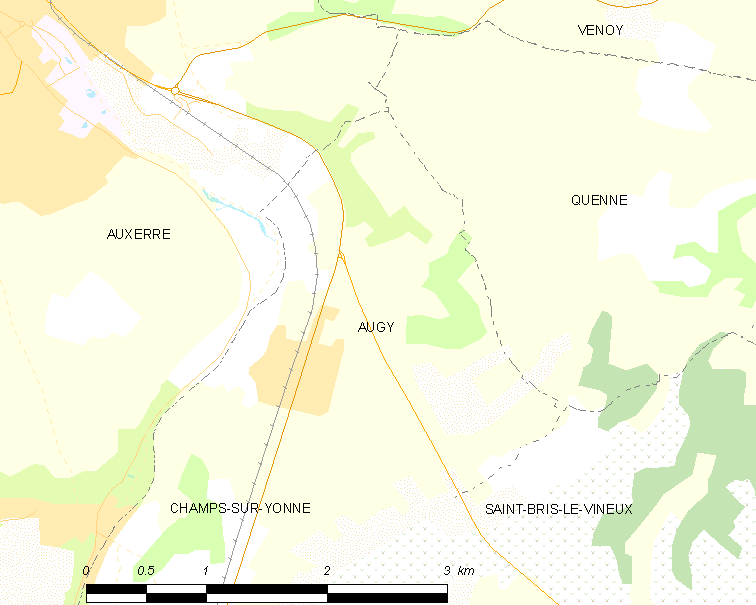
的OSM定位图

欧日的时区为UTC+01:00、UTC+02:00（夏令时）。

## 行政
欧日的邮政编码为89290，INSEE市镇编码为89023。

## 政治
欧日所属的省级选区为欧塞尔第三县。

## 人口

1962-2008年间人口变化图示

欧日于2022年1月1日时的人口数量为963人。